# Escatalens
Escatalens település Franciaországban, Tarn-et-Garonne megyében. Lakosainak száma 1139 fő (2022. január 1.). Escatalens Bourret, Cordes-Tolosannes, Lacourt-Saint-Pierre, La Ville-Dieu-du-Temple, Montbeton, Montech és Saint-Porquier községekkel határos.

## Népesség
A település népességének változása:
| Lakosok száma | 1056 | 1096 | 1162 | 1097 | 1107 | 1114 | 1115 | 1115 | 1139 |
|               | 2013 | 2015 | 2016 | 2017 | 2018 | 2019 | 2020 | 2021 | 2022 |

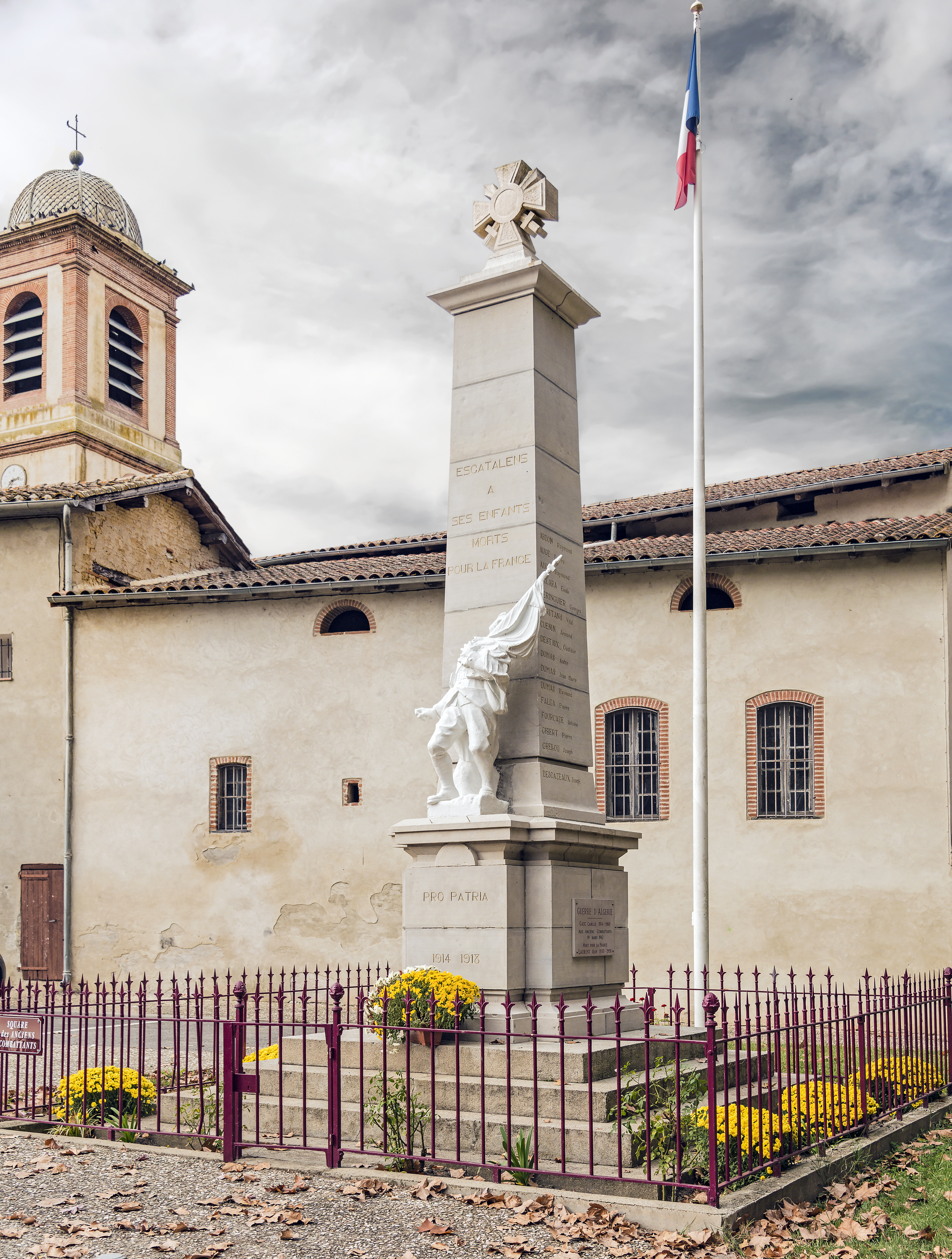
A háborús emlékmű,
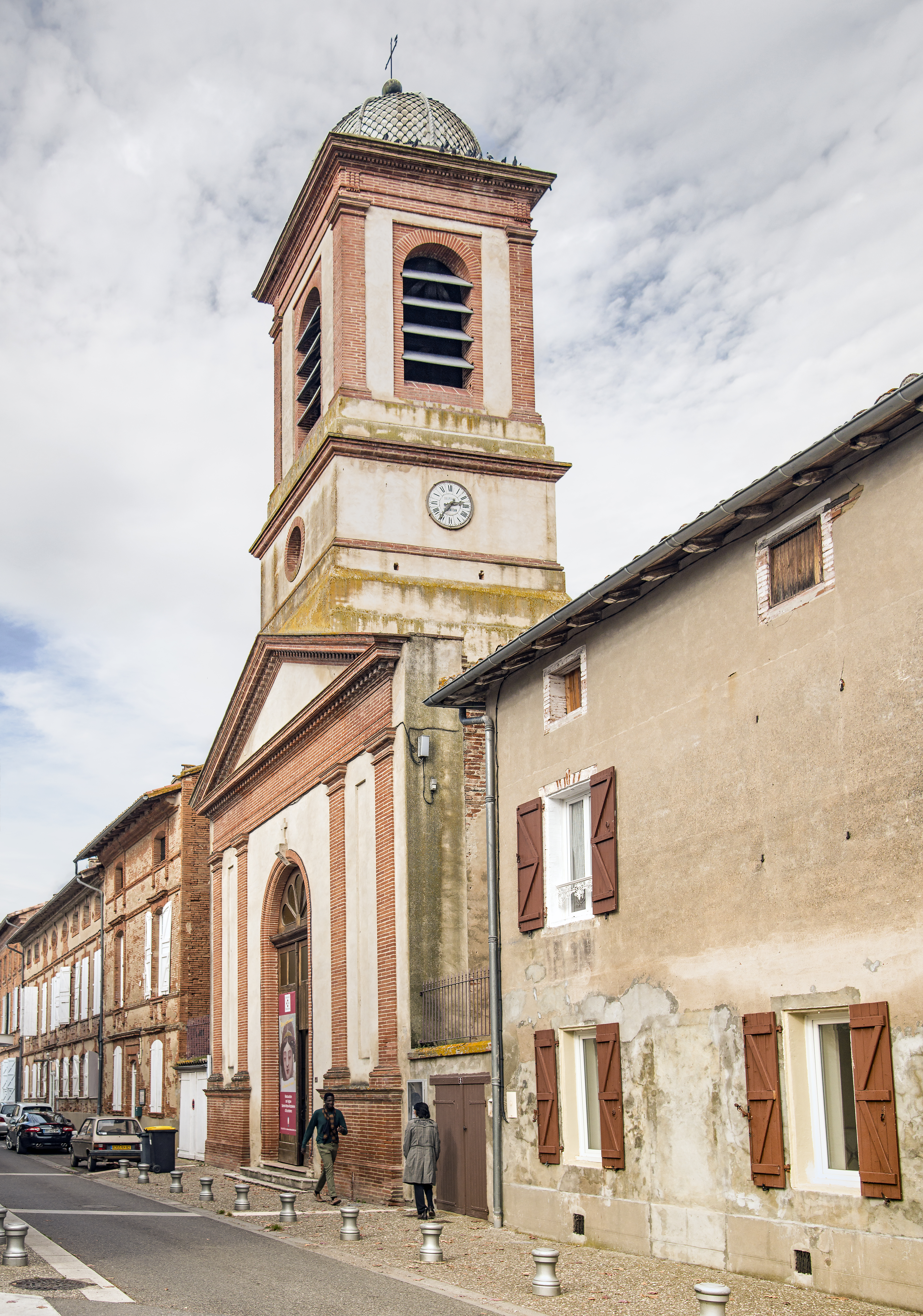
Az egyház
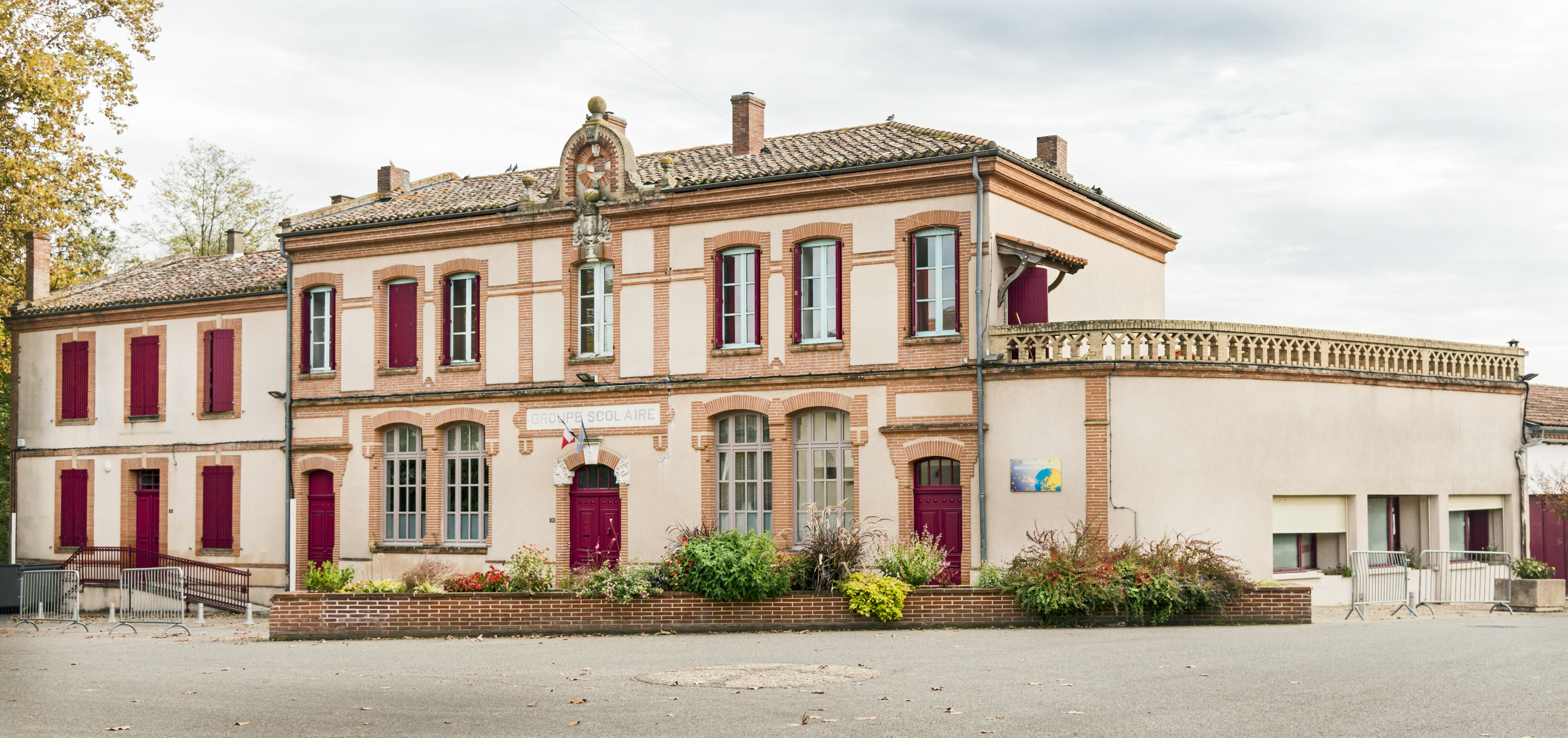
Az iskola 'Antoine de Saint-Exupéry'